# 頂囊蕨
頂囊蕨（學名：[Cooksonia] 错误：{{Lang}}：文本有斜体标记（帮助）），又名庫氏裸蕨、庫克遜蕨、光蕨，是一屬已滅絕的原始陸生有胚植物，也是最早期的有胚植物之一，最早出現在古生代志留紀。其殘體的化石常被發現於淺海或河流三角洲的沉積岩中。

## 特徵

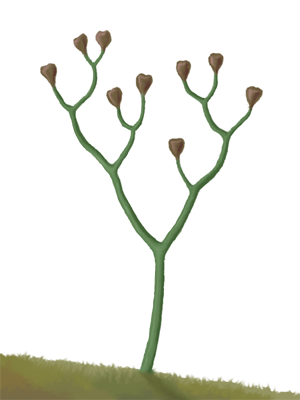
頂囊蕨繪圖

目前我們僅知道頂囊蕨的孢子體階段。它們的个体纤细，直径约2mm、高约10cm。結構簡單，未發現有根、花及葉片，莖具有維管組織。枝條有Y形分叉，最簡單的標本只由一至二個分叉組成，但也有發現有五、六層分叉的個體。每條分差的末梢上有一短且寬的孢子囊，呈喇叭形、橢圓形或腎形，內含有許多具抵抗性孢衣的孢子。

## 物種
- Cooksonia pertoni
- Cooksonia paranensis

由於標本保存較差，以下五個物種的確定性是存疑的，但目前仍被歸於本屬之下：
- Cooksonia acuminata
- Cooksonia bohemica
- Cooksonia cambrensis
- Cooksonia downtonensis
- Cooksonia rusanovii

以下四個物種現時已被置入其他屬之下或已廢棄。
- C. hemisphaerica Lang, 1937
- C. crassiparietilis Yurina, 1964
- C. caledonica Edwards, 1970 = Aberlemnia caledonica (Edwards, 1970) Gonez & Gerrienne, 2010[5]
- C. banksii Habgood et al., 2002 = Concavatheca banksii (Habgood, Edwards & Axe, 2002) Morris et al., 2012b

## 外部連結
- https://web.archive.org/web/20051111142134/http://palaeos.com/Plants/Rhyniophytes/Cooksonia.html
- http://www.xs4all.nl/~steurh/engcook/ecooks.html （页面存档备份，存于）
- http://www.ucmp.berkeley.edu/IB181/VPL/Elp/Elp1.html （页面存档备份，存于）